# San Andrés Tepetlapa
San Andrés Tepetlapa là một đô thị thuộc bang Oaxaca, México. Năm 2005, dân số của đô thị này là 485 người.